# Un million de petites fibres
Un million de petites fibres (A Million Little Fibers en version originale) est le cinquième épisode de la dixième saison de la série animée South Park, ainsi que le 144e épisode de l'émission.

## Synopsis
Encore une fois sans travail du fait de sa toxicomanie, Servietsky décide d'écrire son autobiographie. Malheureusement, le manuscrit est refusé car « personne ne s'intéresse à la vie d'une serviette ». Servietsky est alors forcé de se faire passer pour un véritable humain. Il est ensuite invité chez Oprah Winfrey qui fait de son œuvre son « Livre du mois ». Cependant, Gary, l'anus d'Oprah Winfrey, et Moumoule, son vagin ne supportent pas d'être délaissés. Ils font alors appel au journaliste le plus crapuleux des États-Unis.
- C'est l'épisode de la série le plus mal noté sur l'IMDb ().
- L'épisode comporte 5 minutes 16 secondes de plans fixes, sans aucune animation (les plans de conversation entre Gary et Moumoule).